# 习总书记的恩情永不忘
《习总书记的恩情永不忘》是一首歌颂中共中央总书记习近平的歌曲，由云南双柏县委书记李长平作词，中国音乐家协会会员普德明作曲，著名歌唱家李浩仟演绎。歌曲创作在2019年全国两会（全国人大和全国政协）前夕，歌词包括了“五位一体”、“四个自信”、“全面小康”等习近平新时代中国特色社会主义思想的词汇。
歌曲以非常夸张的歌词赞美习近平，被不少人认为是一首“洗脑红歌”，甚至质疑这是“低级红、高级黑”，抹黑习近平，违反了2019年初，中共中央在《关於加强党的政治建设》的要求：“不得搞任何形式的‘低级红’（肉麻吹捧）、‘高级黑’（明赞暗讽）”。随后这首歌颂习近平的红歌迅速在微信等网络平台上被删除。